# Bolonka Franzuska
Der Bolonka franzuska (russisch Французская болонка) ist eine nicht von der FCI anerkannte Hunderasse aus Russland.

## Herkunft und Geschichtliches
Der Name der Rasse bedeutet französisches Schoßhündchen (franzuskaja = französisch, Bolonka = Schoßhündchen, frz. Bichon).
Seit der Renaissance erfreuten sich die Schoßhunde vom Typ des Bologneser an Fürsten- und Königshäusern größter Beliebtheit und Bewunderung. Durch die engen Verbindungen des französischen und des russischen Adels kam es zur Verbreitung der Schoßhündchen der französischen Damenwelt ins zaristische Russland. Selbst Katharina die Große liebte und verehrte diese Zwerghündchen. Sie besaß einige Exemplare während ihrer Herrschaft am Zarenhof Romanow.
Nach der Oktoberrevolution 1917 brachen die handelspolitischen Beziehungen ab und die Sowjetunion wurde isoliert. Dortige Züchter entwickelten aus den im Lande existierenden französischen Zuchttieren bedingt durch fehlende Importe aus dem Herkunftsland und Inzucht den Bolonka Franzuska.
Die Ausfuhr eines Bolonka Franzuska war sehr streng reglementiert und trotzdem gelang es einigen wenigen Züchtern der DDR auf diplomatischem Weg in den Besitz eines der Bolonka Franzuska zu gelangen. Ab 1980 wurden Bolonka Franzuska aus Russland auch in die DDR ausgeführt und im Verband der Kleingärtner, Siedler und Kleintierzüchter (VKSK) unter dieser Rassebezeichnung weitergeführt. Es wurde eine der populärsten Zwerghunderassen in der DDR, bis zur Wende kamen allein 2.500 Welpen zur Eintragung. 
1982 wurde der erste Hund dieser Rasse, eine russische Hündin mit Namen "Julia" in die BRD eingeführt und als Bologneser in das Zuchtbuch des Verbands Deutscher Kleinhundezüchter eingetragen. Die russischen Originalpapiere wiesen die Rasse Bolonka Franzuska aus.
Im BI-Lexikon Hunderassen, in der DDR ein Standardwerk zum Thema, wird 1985 dargestellt, dass der Bolonka Franzuska mit Sicherheit auf den Bichon Frisé zurückgeht und über die weitere Entwicklung der Rasse nachgedacht. Dabei werden zwei Wege dargestellt: die Rückführung auf die Ausgangsrasse (also im Kontext dort Bichon Frisé) oder die Anerkennung als eigenständige Rasse.
1990 wurden nach aktueller Darstellung der damaligen Zuchtbuchführerin im VKSK die Hunde aus dem Zuchtbuch des VKSK in die Rasse Bologneser übernommen. Grundlage der Entscheidung für die Massenübernahme war nach Darstellung des Verbands Deutscher Kleinhundezüchter (VK) die Tatsache, dass in Russland nie bezweifelt worden wäre, dass es sich bei den Bolonka Franzuska um Bologneser handele. Diese Auffassung sei dem Generalsekretär der FCI von den zuständigen Stellen in Moskau offiziell bestätigt worden.
Aus einer Farbvariante des Bolonka Franzuska wurde in der Sowjetunion der Bolonka Zwetna gezüchtet, der in Russland als Rasse anerkannt ist.

## Beschreibung
Der Bolonka Franzuska ist dem Bichon Frisé sehr ähnlich, weicht aber in mehreren Details von diesem ab. Er erreicht eine Schulterhöhe von 20–26 cm. 
Sehr graziler, quadratisch gebauter Hund mit gewelltem bis gelocktem langen Haar, das immer weiß ist. Der Kopf ist rundlich und geht mit deutlichem Stopp in eine kurze zugespitzte Schnauze über. Die Ohren sind klein und liegen dicht am Kopf an. Die Rute wird gerollt seitlich über dem Rücken getragen.